# Simple Plan
Simple Plan je kanadská rocková kapela založená v québecké provincii, ve městě Montréal. Jejími členy jsou Pierre Bouvier, Chuck Comeau, Jeff Stinco, Sébastien Lefebvre a David Desrosiers. Složení skupiny se od doby vzniku nezměnilo. Kapela prozatím vydala šest studiových desek: No Pads, No Helmets...Just Balls (2002), Still Not Getting Any... (2004), Simple Plan (2008), Get Your Heart On! (2011), Taking One for the Team (2016), Harder Than It Looks (2022), jedno EP: Get Your Heart On – The Second Coming! (2013) a dvě live alba: Live in Japan 2002 (2003) a MTV Hard Rock Live (2005).

## Historie

### Počátky (1995-2002)
Simple Plan začali v roce 1995 jako skupina pod názvem Reset ve složení Pierre Bouvier, Charles-André "Chuck" Comeau, Philippe Jolicoeur a Adrian White. Reset vystupovali po celé Kanadě s kapelami jako MxPx, Ten Foot Pole a Face to Face, ale to jim moc popularity nepřineslo. Jejich debutové album "No Worries" vyšlo v roce 1998. Krátce poté Comeau z kapely odešel kvůli studiu na vysoké škole. Dva roky nato se setkal se svými středoškolskými přáteli Jean-Françoisem "Jeff" Stincem a Sébastienem Lefebvrem, kteří měli každý vlastní kapelu, a společně si založili svou. Mezitím Reset vydali druhou desku s názvem No Limits (obě CD byly v roce 2006 vydány jako jednodiskové album). Ke konci roku 1999 Bouvier opustil Reset aby se připojil ke Comeauovi. David Desrosiers nahradil Bouviera v Reset, ale když byl požádán aby se přidal ke čtveřici, opustil kapelu po šesti měsících i on. To umožnilo Bouvierovi, který ve skupině zpíval a hrál na basskytaru, aby se více zaměřil na zpěv. Původ jména kapely je nejasný. Mít svou kapelu byl prostě jejich "jednoduchý plán", jak získat "skutečnou" práci. Jméno se původně mělo stát jen dočasným, ovšem nikdy poté nevymysleli nic lepšího a jak se blížila jejich první vystoupení, nějaké jméno potřebovali.

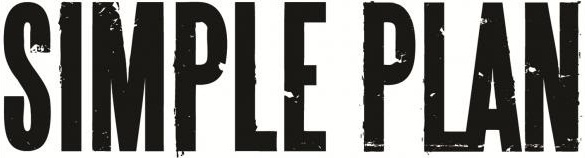
Logo skupiny

### No Pads, No Helmets...Just Balls (2002–2003)
V roce 2002 vydali Simple Plan své první studiové album "No Pads, No Helmets...Just Balls". Největší úspěch měly písně "I'm Just a Kid", "I'd Do Anything", "Addicted" a "Perfect". Simple Plan se nechali slyšet, že "chtěli nahrát čistý pop-punk". Jméno CD se odráží i v oblíbené hlášce v rugby "No pads, no helmets, no pussies."
Album bylo původně vydáno v Spojených státech se dvanácti stopami, končící písní "Perfect". Rozšíření a zahraniční vydání přišly v několika verzích s dvěma bonusovými stopami. Například vydání ve Spojených státech obsahovalo extra písně "Grow Up" a "My Christmas List", zatímco vydání ve Velké Británii obsahovalo "One By One", "American Jesus" a dva videoklipy "I'd Do Anything" a "I'm Just a Kid".
Album také obsahovalo nahrávky zpěváků jiných pop-punkových skupin, jako "I'd Do Anything" nazpívané Markem Hoppusem z Blink-182 a "You Don't Mean Anything" nazpívané Joelem Maddenem z Good Charlotte.
V roce 2002 Simple Plan vydali album, odehráli více, než 300 koncertů, umístili se na prvních příčkách Alternative New Artist Chart a hráli na vyprodaném turné v Japonsku. V roce 2003 skupina účinkovala jako hlavní aktér na Vans Warped Tour - událost zvěčněná v komedii Punk Rock Holocaust, ve které jsou čtyři z pěti členů skupiny zabiti. V roce 2003 také uvedli Avril Lavigne na její "Try To Shut Me Up" Tour. Na několika turné také doprovázeli Green Day a Good Charlotte.

### Still Not Getting Any... (2004–2007)
V roce 2004 vydali Simple Plan druhé studiové album "Still Not Getting Any..." s úspěšnými písněmi "Welcome to My Life", "Shut Up!", "Untitled (How Could This Happen to Me?)", "Crazy", a "Perfect World".
Jak je uvedeno výše, když psali "No Pads, No Helmets...Just Balls", kladli si Simple Plan za cíl nahrát čistý pop-punk. Ovšem tentokrát, při psaní "Still Not Getting Any...", prohlásili, že se nechtějí omezovat pouze na punk a raději napíšou "dobrou hudbu".
Podle bonusu na DVD - Still Not Getting Any..., když Simple Plan pracovali na tomto albu, přemýšleli o různých jménech (jako "Get Rich or Die Trying" nebo "Danger Zone"). Na jménu "Still Not Getting Any..." se shodli z různých důvodů. Nejoblíbenější verze je, že si členové Simple Plan mysleli, že neměli žádné dobré ohlasy. Bouvier jednou prohlásil, že o nich vyšel jen jediný dobrý článek v Alternative Press. Další z důvodů může být ten, že stále neměli žádné uznání. Je mnoho podobných variací, které členové navrhovali, jako "better", "smarter", "funnier", a zjevné sexuální spojitosti. Comeau jednou popsal název alba jako "všestranný".
"Still Not Getting Any..." ukázalo dramatickou změnu ve stylu Simple Plan. Stále si drželi jejich chmurné texty s veselou hudbou, ale předčili klasický pop-punk. I když mnoho písní na tomto CD s sebou nese úzkostlivé pocity mladistvých, které jsou nejvíce patrné v písni "I'm Just a Kid" z prvního alba "No Pads, No Helmets...Just Balls", celkově se toto album ubírá směrem do hlubších a vyzrálejších témat, stejně jako k více mainstreamovému zvuku, který se přiostřil na jejich zatím posledním, čistě pop-punkovém albu.
V roce 2005 Simple Plan také vydali live album s názvem "MTV Hard Rock Live", které zahrnovalo písně z obou předchozích CD. Album vyšlo ve dvou rozdílných verzích - standardní a fanouškovská edice. Standardní obsahovala celou jejich tvorbu, akustickou verzi "Crazy", dvě živá videa prvních dvou písní "Jump" a "Shut Up!" a malou knížku s fotografiemi z vystoupení. Fanouškovská edice obsahovala audio a video celé tvorby v kvalitě 5.1 surround, tři akustické nahrávky "Crazy", "Welcome To My Life" a "Perfect", 32-stránkovou barevnou knihu o turné, a exkluzivní nášivky Simple Plan.

### Simple Plan (2008–2010)
V únoru 2006, ani ne rok a půl po vydání "Still Not Getting Any..." skupina ukončila většinu cestování, vystoupila pouze na pár show, trochu si odpočinula a začala pracovat na třetím CD. Jak zveřejnil Bouvier na svém oficiálním Myspace blogu, vydal se do Miami kolem 21. března 2007 spolupracovat s neznámým producentem. Později se zjistilo, že jím byl Dave Fortman.
Kapela přišla do studia na před-produkci v Los Angeles 29. června. 15. července se vrátili do Montrealu nahrávat ve Studio Piccilo - ve stejném studiu, ve kterém nahráli "Still Not Getting Any...". Po ukončení nahrávání zamířili zpět na Miami a do L.A., aby album zmixovali. Poslední část prací na albu byla dokončena v New Yorku. Album bylo oficiálně zkompletováno a ohlášeno k vydání 21. října, nicméně později museli znovu dojet do studia a přenahrát některé části textu k "Generation".
"When I'm Gone", první píseň na Simple Plan byla zveřejněna 29. října jako součást fanouškovského webcastu. Simple Plan bylo produkováno Davem Fortmanem (Evanescence, Mudvayne), Danjou (Timbaland, Justin Timberlake) a Maxem Martinem (Kelly Clarkson, Avril Lavigne).
29. listopadu 2007 skupina oznámila, že vydání CD bude odloženo z původně plánovaného 29. ledna na 12. února. Japonská verze s dvěma bonusovými stopami byla vydána 6. února 2008.
Po skončení celosvětového turné hráli Simple Plan na několika prázdninových show v prosinci 2007. Při propagačních turné hráli v lednu třikrát v Camden Town v Londýně. Při první show hráli písně z jejich prvního alba, při druhé show z druhého a při třetí z nově vydaného. Ke konci února hrála kapela ve Spojených státech a nyní je až do května na Evropském turné.
17. února 2008 dosáhli Simple Plan jejich zatím nejvyššího umístění ve Velké Británii poté, co jejich první dvě alba těsně minula UK Top 40, "When I'm Gone" se umístila na příčce 26.
Skupina ohlásila turné po Japonsku na konec května 2008, kde zároveň vystoupili na MTV Japan awards, a poté se objevili na několika festivalech včetně Download Festival.
V červnu Jeff Stinco (kytarista kapely) na několika koncertech chyběl (kvůli narození jeho druhé dcery) a mezitím ho zastoupil Jean-Sébastien Chouinard.
Na konci srpna a na začátku září 2008 jela kapela velké kanadské turné společně s kapelami Cute Is What We Aim For, Metro Station a Faber Drive.
24. října 2008 vydali nový videoklip s názvem SAVE YOU:
Když se zpěvák Simple Plan Pierre Bouvier v roce 2006 dozvěděl, že jeho 28letému bratrovi Jayovi byla diagnostikována non-Hodgkinova rakovina mízních uzlin, tento umělec se rozhodl využít psaní textu písně jako terapii.
"Hodně mě to sebralo," říká Bouvier Billboardu. "Byla tu šance, že to nezvládne."
V té době psali Simple Plan písně pro své třetí - eponymní - album. A zatímco Bouvierův bratr podstupoval chemoterapii, kanadská kapela pokračovala v práci na albu, které vyšlo v únoru v rámci nahrávací společnosti Lava/Atlantic.
Z těchto nesnadných dní vzešlo i "Save You", píseň, která vyjadřuje "jak bezmocně jsem se cítil a jak to bylo těžké vidět někoho, na kom vám záleží, procházet něčím takovým," říká Bouvier.
Teď, jako způsob oslavy uzdravení Bouvierova bratra, Simple Plan Foundation věnuje výtěžek z digitálních downloadů "Save You" různým nadacím, které se zaměřují na boj proti rakovině. Období této donace začalo 14. října a pokračuje až do konce ledna.
Odezva fanoušků na "Save You" je pozitivní. Během setkání fanoušků s kapelou na koncertech, "je tam vždycky někdo, kdo ke mně přijde a řekne, "Tato píseň mi opravdu pomohla, protože někdo z mé rodiny prošel tím samým,"" říká Bouvier. "Lidé to opravdu oceňují."
Písně "Save You," která se objevila na eponymním albu Simple Plan, se prodalo v týdnu, který končil 19. října, podle Nielsen SoundScan, 7 000 downloadů. Tato snaha darovat výtěžek nadacím vzešla ze spolupráce mezi Simple Plan, iTunes, Lava/Atlantic a Warner/Chapell Music.
Simple Plan pracují na videu pro "Save You," které zahrnuje vstupy přeživších rakoviny jako například Sharon Osbourne nebo Kevin Hearn. "Je to opravdu silné video, které ukazuje, jak lidé vstávají a přecházejí celou tuto nemoc a celý tento boj," vysvětluje Bouvier.
Mezitím, Simple Plan jedou turné přes celou Evropu v listopadu a v prosinci. Kapela na své oficiální stránce potvrdila brazilské turné v březnu 2009. V lednu 2009 vystupovala kapela na Utkání hvězd (All-Star Game) v Kanadě. V březnu 2009 kapela jela turné po mnoha městech Brazílie. V létě 2009 se kapela zúčastnila mnoha festivalů v Kanadě. 18. června, při koncertu na Festival des Fromage Simple Plan poprvé předvedli novou verzi cover songů, obsahujíc hity jako Poker Face a Just Dance od Lady GaGa nebo Right Round od Flo Rida. 28. února se Simple Plan zúčastnili závěrečných ceremonií Zimních olympijských her 2010 ve Vancouveru, kde vystoupili s písní "Your Love Is A Lie". Během června 2010 Simple Plan vystoupili v rámci Bamboozle Roadshow spolu s kapelami jako All Time Low, Good Charlotte nebo Boys Like Girls po několika státech USA.

### Get Your Heart On! (2011–2014)
Nahrávací proces nového alba Simple Plan započal v létě roku 2010. Téměř o rok později, 21. června 2011 vyšlo Simple Plan své čtvrté studiové album, které nese název"Get Your Heart On!. Album se skládá z 11 písní, na kterých se také objeví hned několik hostů jako Alex Gaskarth (All Time Low), K'Naan, Natasha Bedingfield, Marie-Mai a Rivers Cuomo.
První videoklip (ač ne první single) byl vydán k písni Can't Keep My Hands Off You (feat. Rivers Cuomo), jako videoklip doprovázející premiéru nového Disney snímku Prom. Prvním singlem z nové desky se stal song Jet Lag, který byl nahrán jak v anglické verzi (s Natashou Bedingfield), tak i ve francouzské verzi (s Marie-Mai).
Jako druhý single vydali Simple Plan píseň Astronaut.
Třetím singlem se stala píseň Summer Paradise, doprovázená videoklipem sestaveným ze živých záběrů kapely na koncertech v Austrálii a následně jeho druhou verzí, na které vystoupil rapper Sean Paul, a kterou kapela natočila na Barbadosu. V roce 2013 vydali EP, na němž se objevily B-side písně čtvrtého studiového alba, s názvem Get Your Heart On – The Second Coming!.

### Taking One for the Team (2015–současnost)
Na konci listopadu 2015 členové oznámili datum vydání nového alba Taking One for the Team na 19. února 2016 a zároveň vyhlásili turné, během něhož se 5. března téhož roku zastaví v Praze.
V České republice hráli naposled 11. června 2017 v rámci Aerodrome Festival, kde hráli mimo jiné Linkin Park nebo Enter Shikari.

## Ocenění a nominace
CASBY Awards
- 2002 Vyhráli CASBY Award

Juno Awards
- 2012 Vyhráli Allan Waters Humanitarian Award[4]
- 2009 Nominováni na for Juno Award
- 2009 Nominováni na Juno Award
- 2006 Vyhráli Juno Fan Choice Award
- 2005 Nominováni na Juno Award
- 2005 Nominováni na Juno Award
- 2005 Nominováni na Juno Award

Kerrang! Awards
- 2008 Nominováni na Kerrang! Award

MTV Asia Awards
- 2006 Nominováni na Favourite Pop Act

MTV Video Music Awards
- 2004 Nominováni na MTV Video Music Award
- 2003 Nominováni na MTV Video Music Award

MuchMusic Video Awards
- 2012 Nominováni na MuchMusic Video Award (Best International Video By A Canadian)
- 2012 Nominováni na MuchMusic Video Award (UR FAVE VIDEO)
- 2011 Nominováni na MuchMusic Video Award
- 2009 Vyhráli MuchMusic Video Award
- 2008 Vyhráli MuchMusic Video Award
- 2008 Nominováni na MuchMusic Video Award
- 2008 Nominováni na MuchMusic Video Award
- 2006 Vyhráli MuchMusic Video Award
- 2006 Nominováni na MuchMusic Video Award
- 2006 Nominováni na MuchMusic Video Award
- 2005 Vyhráli MuchMusic Video Award
- 2005 Nominováni na MuchMusic Video Award
- 2005 Nominováni na MuchMusic Video Award
- 2004 Vyhráli MuchMusic Video Award
- 2003 Vyhráli MuchMusic Video Award

NRJ Music Awards
- 2007 Nominováni na NRJ Music Award
- 2012 Vyhráli NRJ Music Award

Teen Choice Awards
- 2008 Nominováni na Teen Choice Award
- 2005 Vyhráli Teen Choice Award

ADISQ
- 2006 Vyhráli Artiste s'étant illustré le plus hors Québec

## Diskografie

### Studiová alba
- 2002: No Pads, No Helmets...Just Balls
- 2004: Still Not Getting Any...
- 2008: Simple Plan
- 2011: Get Your Heart On!
- 2013: Get Your Heart On – The Second Coming! (EP)
- 2016: Taking One for the Team
- 2022: Harder Than It Looks

### Živá alba
- 2003: Live in Japan 2002
- 2004: Live in Anaheim
- 2005: MTV Hard Rock Live
- 2008: Live from Montreal